# Гавриленко, Николай Евстафьевич
Никола́й Евста́фьевич Гавриле́нко (1908, Новомосковск, Екатеринославская губерния — 1968, Днепропетровск) — советский партийный и государственный деятель, председатель Днепропетровского облисполкома (1952—1954).

## Биография
Трудовую деятельность начал в 1925 году электромонтером на металлургическом заводе имени Дзержинского в городе Каменском.
В 1930 году окончил Каменский металлургический институт.
Член ВКП (б) с 1930 года.
В 1930—1939 годах — инженер на предприятиях города Каменского (Днепродзержинска) Днепропетровской области.
В 1939—1941 годах — секретарь Днепродзержинского городского комитета КП(б)У; секретарь Марганецкого городского комитета КП(б)У Днепропетровской области; 1-й заместитель заведующего отделом кадров ЦК КП(б)У.
Участник Великой Отечественной войны. С 1941 года участвовал в составе оперативной группы при Военном Совете Юго-Западного фронта в организации партизанского движения в Украине. Служил военным комиссаром штаба партизанских отрядов Юго-Западного и Воронежского фронтов.
Затем работал заведующим отделом Днепропетровского областного комитета КП(б)У.
В 1945—1952 годах — председатель исполнительного комитета Днепропетровского городского совета депутатов трудящихся.
В 1952—1954 годах — председатель исполнительного комитета Днепропетровского областного совета депутатов трудящихся.
К марту 1957-го — заместитель управляющего треста «Главвторчермет» Министерства чёрной металлургии Украинской ССР.
В марте 1957—1963 годах — председатель исполнительного комитета Днепропетровского городского совета депутатов трудящихся.
В 1963 — 15 июня 1968 — заместитель начальника главка «Главметаллургмонтаж» Министерства монтажных и специальных строительных работ Украинской ССР.
Член Ревизионной комиссии КП Украины (1954—1956).